# Leslie Schenk
Leslie Schenk – amerykańska kolarka szosowa, dwukrotna medalistka mistrzostw świata.

## Kariera
Pierwszy sukces w karierze Leslie Schenk osiągnęła w 1987 roku, kiedy wspólnie z Jane Marshall, Sue Ehlers i Inga Thompson zdobyła srebrny medal w drużynowej jeździe na czas podczas mistrzostw świata w Villach. Na rozgrywanych rok później mistrzostwach świata w Ronse Amerykanki w składzie: Jeanne Golay, Phyllis Hines, Jane Marshall i Leslie Schenk zdobyły brązowy medal w tej samej konkurencji. Schenk nigdy nie zdobyła indywidualnie medalu mistrzostw świata. Nigdy też nie wzięła udziału w igrzyskach olimpijskich. 